# Хосе Еміліо Амавіска
Хосе Еміліо Амавіска (ісп. José Emilio Amavisca, нар. 19 червня 1971, Ларедо) — іспанський футболіст, що грав на позиції півзахисника. Футболіст року в Іспанії (1995).
Виступав, зокрема, за клуб «Реал Мадрид», а також національну збірну Іспанії. У складі «вершкових» дворазовий чемпіон Іспанії, володар Суперкубка Іспанії, переможець Ліги чемпіонів УЄФА, володар Міжконтинентального кубка. У складі збірної — олімпійський чемпіон.

## Клубна кар'єра
У дорослому футболі дебютував 1988 року виступами за команду «Ларедо» з Терсери, в якій провів один сезон.
1989 року перейшов у «Реал Вальядолід». Дебютував у Прімері у матчі з «Сельтою», але основним гравцем не був, тому у сезоні 1991/92 Амавіска був відданий в оренду клубу «Льєйда» з другого іспанського дивізіону. Там він провів вдалий сезон, забивши 14 голів у 36 матчах. А через рік отримав Золоту медаль за заслуги в Кантабрійському спорті та Золоту медаль від Хунта де Кастилія-Леон. Після повернення в «Реал Вальядолід», який саме вилетів до Сегунди, став основним гравцем і допоміг клубу в першому ж сезоні зайняти друге місце і повернутись в Ла Лігу.
У 1994 році Амавіска був придбаний клубом «Реал Мадрид», ставши першою покупкою нового головного тренера клубу Хорхе Вальдано. В «Реалі» Амавіска створив грізну пару з іншим форвардом Іваном Саморано. Після закінчення сезону 1994/95, в якому «Реал» виграв іспанський першість, Амавіску визнали найкращим футболістом країни. В наступні роки, однак, Амавіска часто опинявся на лаві запасних, а після приходу в «Реал» Гуса Гіддінка, який не бачив форварда в команді, Амавіска був змушений залишити клуб. Всього відіграв за «королівський клуб» чотири сезони своєї ігрової кар'єри. За цей час двічі виборював титул чемпіона Іспанії, ставав володарем Суперкубка Іспанії, переможцем Ліги чемпіонів УЄФА та володарем Міжконтинентального кубка.
З «Реала» Амавіска перейшов в січні 1999 року в «Расінг» з Сантандера і відразу ж став одним з найважливіших гравців команди, хоча його сім голів у сезоні 2000/01 виявилось недостатньо, щоб уникнути вильоту.
Після цього Амавіска перейшов у «Депортіво», де в першому сезоні був в обоймі основних, але потім програв конкуренцію Франу та Альберту Луке і зрідка виходив на поле. Протягом цих трьох років додав до переліку своїх трофеїв ще один титул володаря Суперкубка Іспанії, а також став володарем Кубка Іспанії.
Завершив професійну ігрову кар'єру у клубі «Еспаньйол», за команду якого виступав протягом сезону 2004/05 років.

## Виступи за збірні
Протягом 1989—1992 років залучався до складу молодіжної збірної Іспанії. На молодіжному рівні зіграв у 9 офіційних матчах, забив 3 голи.
У 1992 році в складі олімпійської збірної Іспанії Хав'єр виграв Олімпійські ігри у Барселоні.
7 вересня 1994 року дебютував в офіційних іграх у складі національної збірної Іспанії в гостьовому матчі з Кіпром, де іспанці перемогли 2:1. У складі збірної був учасником чемпіонату Європи 1996 року в Англії, зігравши три матчі. Протягом кар'єри у національній команді, яка тривала 4 роки, провів у формі головної команди країни 15 матчів, забивши 1 гол.

## Титули і досягнення
- Чемпіон Іспанії (2):

«Реал Мадрид»: 1994–95, 1996–97
- Володар Суперкубка Іспанії (2):

«Реал Мадрид»: 1997
«Депортіво»: 2002
- Володар Кубка Іспанії з футболу (1):

«Депортіво»: 2001–02
- Переможець Ліги чемпіонів УЄФА (1):

«Реал Мадрид»: 1997–98
- Володар Міжконтинентального кубка (1):

«Реал Мадрид»: 1998
- Олімпійський чемпіон (1):

Іспанія U-23: 1992

### Особисті
- Футболіст року в Іспанії: 1995 (за версією «Don Balón» і «El País»)